# Malformacje żyły Galena

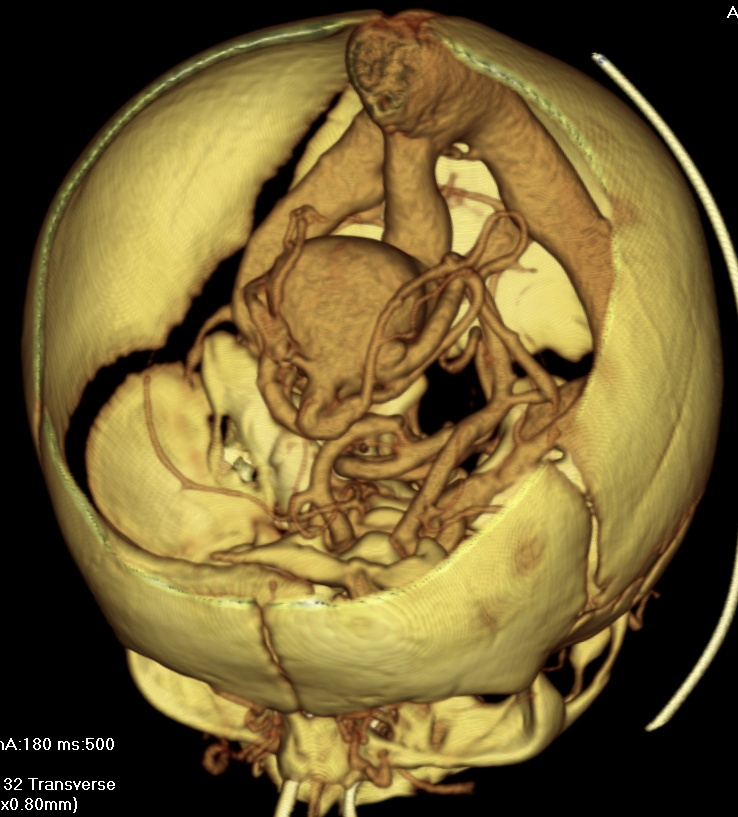
Obraz angiografii tomografii komputerowej (CTA) w rekonstrukcji 3D u niemowlęcia. Widać tętniakowato poszerzoną żyłę wielką mózgu

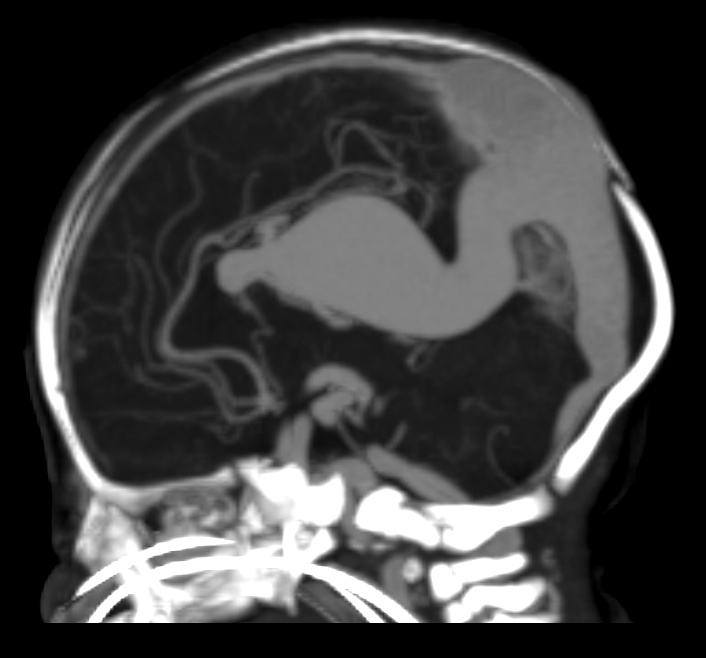
Angiogram TK w projekcji strzałkowej, ukazujący nieprawidłową strukturę żylną drenującą do poszerzonej żyły Galena, a następnie, do rozdętej zatoki sierpu

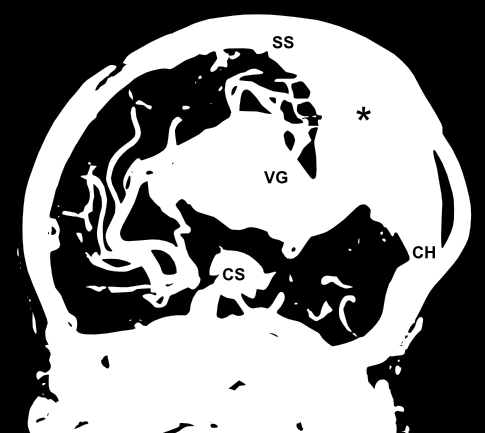
Objaśnienie struktur widocznych na angiogramie powyżej: CS – zatoka jamista; CH – spływ zatok; VG – tętniakowato poszerzona żyła wielka mózgu; gwiazdka jest w miejscu poszerzonej zatoki żylnej sierpu i dystalnego odcinka zatoki strzałkowej (SS)

Malformacje żyły Galena (tętniaki żyły Galena, ang. vein of Galen malformations, VOGMs, vein of Galen aneurysms) – grupa wad wrodzonych, wynikających z nieprawidłowego rozwoju żyły wielkiej mózgu, określanej często eponimem żyły Galena. Są to malformacje tętniczo-żylne układu naczyniówkowego, drenujące krew do żyły wielkiej mózgu. Tętniakowate malformacje żyły Galena (ang. vein of Galen aneurysmal malformations, VGAM) i tętniakowate poszerzenia żyły Galena (ang. vein of Galen aneurysmal dilation, VGAD), określane też jako rzekome malformacje żyły Galena, traktowane są na ogół łącznie.

## Historia
Pierwszym, który opisał malformacje żyły wielkiej mózgu był J. Rudolph Jaeger i wsp. w 1937 roku. Wcześniejszy opis domniemanej VOGM przedstawił przypuszczalnie Sigmund Steinheil w swojej monografii z 1895 roku o malformacjach tętniczo-żylnych. Obecnie opisana przez Steinhela wada zostałaby raczej zakwalifikowana do rzekomych malformacji żyły Galena. Patogenezę wady wyjaśnił ostatecznie Raybaud i wsp. w 1989.

## Epidemiologia
Malformacje żyły Galena są rzadkimi nieprawidłowościami krążenia mózgowego, stanowiąc około 1% wszystkich wewnątrzczaszkowych malformacji naczyniowych. Stanowią jednak aż 30% tych malformacji w grupie pacjentów pediatrycznych.

## Etiologia
Żyła wielka mózgu (żyła Galena) jest krótkim naczyniem utworzonym w miejscu spływu żył mózgu wewnętrznych i żył podstawnych Rosenthala, odprowadzającym krew żylną do zatoki prostej. Powstaje w rozwoju płodowym z dalszego odcinka płodowej środkowej żyły kresomózgowia zwanej też żyłą Markowskiego (ang. median prosencephalic vein of Markowski), drenującej krew ze splotu naczyniówkowego. Przyczyną wady jest wytworzenie przetoki tętniczo-żylnej w tej żyle między 6.-11. tygodniem ciąży. Odcinek proksymalny (bliższy) żyły środkowej kresomózgowia nie ulega inwolucji, ulegając tętniakowatemu poszerzeniu. W niemal wszystkich przypadkach zatoka prosta jest niewykształcona, często przetrwałe są płodowe zatoki, takie jak zatoka potyliczna i zatoki brzeżne.

## Podział
Malformacje żyły wielkiej mózgu były klasyfikowane na wiele różnych sposobów. Najpopularniejsze są podziały Yasargila oraz Lasjauniasa i wsp.
| Typ 1  | Wyłącznie zbiornikowata przetoka między tętnicami okołospoidłowymi (przednią i tylną), tylną tętnicą mózgu (odcinek P4 i jego gałęzie) a żyłą Galena        |
| Typ 2  | Przetokowate połączenia między tętnicami przeszywającymi wzgórza (od tętnicy podstawnej i odcinka P1) a żyłą Galena                                         |
| Typ 3  | Typ pośredni z cechami typów 1 i 2 |
| Typ 4  | Splotowata malformacja tętniczo-żylna z jednym lub więcej kłębkiem naczyniowym w obrębie śródmózgowia lub wzgórza, z żyłami drenującymi krew do żyły Galena |
| Typ 4a | Wyłącznie splotowaty kłębek naczyniowy w parenchymie śródmózgowia lub wzgórza                                                                               |
| Typ 4b | Kłębek naczyniowy w parenchymie połączony z przetokowatym zbiornikiem, jak w typie 1                                                                        |

## Objawy i przebieg
Malformacje żyły wielkiej mózgu rzadko są diagnozowane w okresie prenatalnym; zazwyczaj ujawniają się klinicznie w okresie noworodkowym, w 40% są rozpoznawane w tym okresie. Malformacje są przyczyną niewydolności krążenia, jednak tętniaki o małym przepływie mogą być nieme klinicznie do dorosłości. W przetoce żyły wielkiej mózgu nawet 80% rzutu serca może przeciekać ze strony tętniczej do żylnej.
Malformacje żyły wielkiej mózgu można podzielić na naczyniówkowe lub ścienne, zależnie od liczby miejsca wyjścia dochodzących naczyń tętniczych. W typie naczyniówkowym (ang. choroidal type) krew pochodzi z obszaru unaczynienia tętnic przeszywających wzgórza, naczyniówkowych i okołospoidłowych, objawy są wczesne a przeciek znaczny. W typie ściennym (ang. mural type) tętnicze zaopatrzenie przetoki jest mniejsze, niekiedy jednostronne; przeciek jest mniejszy a objawy słabiej wyrażone. Zwykle towarzyszy mu stenoza lub brak zatok żylnych opony twardej, z często spotykanym zwężeniem na wysokości otworu żyły szyjnej. Nierzadkie jest wodogłowie spowodowane nadciśnieniem żylnym lub stenozą wodociągu mózgu. Nadciśnienie żylne i zjawisko podkradania prowadzą też do niedokrwienia mózgowia. Obserwuje się często poszerzenie żył oczodołu, osłuchowo stwierdza się czasem głośny szmer wewnątrzczaszkowy. Powikłaniem mogą być drgawki i krwawienie podpajęczynówkowe. U starszych dzieci i dorosłych skargi obejmują bóle głowy, trudności w nauce lub neurologiczne objawy ogniskowe.

## Rozpoznanie i różnicowanie
Diagnostyka różnicowa VOGM obejmuje:
- komorę Vergi
- torbiel pajęczynówki
- torbiel porencefaliczną.

Wszystkie te anomalie nie wykazują przepływu krwi w badaniu USG z kolorowym dopplerem.

## Leczenie

### Embolizacja
Leczeniem z wyboru jest przeztętnicza embolizacja po ukończeniu 6. miesiąca życia, gdy zatoki jamiste są już odpowiednio wykształcone. Materiałem do embolizacji stosowanym w ośrodku w Le Kremlin Bicètre jest klej n-butylocyjanoakrylowy. Jeśli niewydolność krążenia nie daje się kontrolować, można rozważyć wcześniejszą embolizację. Zakładanie zastawki komorowo-otrzewnowej nie jest wskazane, ponieważ dodatkowe zaburzenie hemodynamiki krążenia mózgowego może pogłębić niedokrwienie mózgu.

### Alternatywne metody
Opisano leczenie przezżylne VOGM. Redukcję przecieku tętniczo-żylnego uzyskano wypełniając zbiornik żylny różnorodnymi materiałami, w tym metalowymi koilami (ang. coils), balonem i nylonem. Podejmowano próby przezżylnej angioplastyki zatok opony twardej i stentowania u pacjentów z postępującą okluzją ujścia żyły szyjnej do zatoki esowatej. Powikłaniami technik przezżylnych mogą być udar żylny, krwotok i koagulopatia ze zużycia.

## Powikłania
W jednym badaniu wykazano, że u 61% pacjentów wyleczonych (51% biorąc pod uwagę dzieci które nie przeżyły) deficyty neurologiczne jako powikłanie nie występowały lub były małe. Stwierdzono, że typ naczyniówkowy wiąże się z gorszym rokowaniem niż typ ścienny.